# Antonio Alemany Dezcallar
Antonio Alemany Dezcallar (Palma de Mallorca, 1939- Palma de Mallorca., 3 de mayo de 2020) fue un abogado, político democristiano y periodista español. Fue director del Diario de Mallorca entre 1972 y 1976, y del Diario de Barcelona entre 1977 y 1979. Asimismo, fue fundador del diario El Día de Baleares.

## Biografía
Hijo de un militar fallecido en el frente ruso, mientras luchaba en la División Azul. Tras estudiar brillantemente en los jesuitas, se licenció en Derecho y Periodismo en la Universidad de Navarra.

### Su vocaciónː el periodismo
Alemany fue un polemista brillante, al igual que otros periodistas políticos mallorquines como Andrés Ferret o Josep Melià Pericás.
Tras realizar sus estudios universitarios regresó a Palma de Mallorca, donde intervino en la creación de Editora Balear, propietaria de Diario de Mallorca. Tiempo después asumió los cargos de consejero delegado y de director del Diario de Mallorca. Durante su mandato al frente del rotativo balear, se distanció del conservadurismo franquista característico del diario Baleares, perteneciente a la prensa del Movimiento y dirigido por Antonio Pizá Ramón, acercándose posiciones liberal-conservadoras. Con el propio Pizá Ramón mantuvo varias polémicas, algunas antológicas, que le convirtieron en referente de la oposición al franquismo, durante los últimos años de la dictadura.
Desde el Diario de Mallorca mantuvo un debate, utilizando el seudónimo de Pep Gonella, con Francesc de Borja Moll en torno a la catalanidad del mallorquín. Esos fueron los años dorados de su actividad periodística, en los que recibió el premio Fraga Iribarne, por su artículo "El Ejército y la Corona".
En 1977, Alemany recibió una oferta de Josep Maria Santacreu para hacerse cargo de la dirección del Diario de Barcelona. Se trasladó a la ciudad condal para dirigir este diario, considerado como el decano de la prensa europea, y conocido popularmente como «El Brusi». Alemany trató de dar una nueva línea editorial al diario aproximándose a posiciones conservadoras, que provocaron malestar en buena parte de la redacción.
A comienzos de 1980 dirigió la revista Opinión, una revista política de ámbito nacional, lanzada al mercado por José Manuel Lara, propietario del Grupo Planeta. La aventura editorial fue un rotundo fracaso, ya que únicamente se editaron una docena de números.
Después de ser jefe del gabinete de prensa de Fomento del Trabajo Nacional, en septiembre de 1981 regresó a Palma. Allí, con la ayuda económica de los empresarios Abel Matutes, Jaume Doménech y Gabriel Barceló Oliver. fundó el diario El Día de Baleares. Fue el primer director, permaneciendo en el diario hasta junio de 1983. Tiempo después, el diario se fusionó con Diario 16 y finalmente, con El Mundo.
En 1986 fundó y dirigió la revista Sovint, que fue otro fracaso. Al cerrar Sovint, regresó como colaborador a El Día Diario 16, y como columnista, asesor y editorialista a El Mundo - El Día de Baleares.
Tiempo después creó el diario digital libertadbalear.com, bajo la franquicia de Libertad Digital y la agencia de noticias Agencia Balear de Noticias. El presidente del Gobierno Balear Jaume Matas, le otorgó un amplio apoyo político y económico.
Antonio Alemany fue un periodista culto, con un profundo conocimiento de la historia española del siglo XX y fundamentalmente comprometido con la libertad de expresión. Desde sus postulados democristianos, fue considerado por algunos como el ideólogo inspirador de una derecha ilustrada y europea que trascendía el modelo neoliberal.

### Incursión en la política
De tendencia conservadora liberal, en 1977 se presentó a las elecciones bajo las siglas de Coalición Democrática a través de Alianza Popular. Más tarde, fue asesor de Gabriel Cañellas (1983-1987) y de Jaume Matas (2003-2007).

### Caso Palma Arena
La financiación del diario digital libertadbalear.com y de la agencia de noticias Agencia Balear de Noticias fueron la causa por la que fue juzgado por el caso Palma Arena. En marzo de 2012, fue condenado a tres años y nueve meses de prisión por un delito de prevaricación, falsedad en documento oficial y falsedad en documento mercantil en concurso con uno de malversación y tráfico de influencias, que fueron rebajados a dos años y tres meses por el Tribunal Supremo. 
El 27 de septiembre de 2013, un auto de la Audiencia Provincial de Palma ordenó su ingreso en prisión. El 18 de octubre se paralizó su ingreso en prisión por haber pedido el indulto. Finalmente, el 11 de julio de 2014, el Consejo de Ministros denegó el indulto tanto a Antoni Alemany como a Jaume Matas Palou, enviándolos así a la cárcel. El expresidente del gobierno de las Islas Baleares ingresó en la cárcel de Segovia el día 28 de julio de 2014 para cumplir la condena de nueve meses y un día por tráfico de influencias. Antonio Alemany alegó problemas de salud y así logró aplazar su encarcelamiento hasta el mes de septiembre. El primero de septiembre ingresó finalmente en la prisión de Son Pardo en el último día del plazo fijado por la Audiencia de Palma.
A finales de abril de 2020 fue ingresado en el Hospital Son Llàtzer, donde permaneció tres días. El 2 de mayo fue trasladado al Hospital General de Mallorca, donde falleció al día siguiente, a causa de una enfermedad degenerativa que padeció durante sus últimos años.